# Dželfa
Dželfa (arabsky الجلفة‎, berbersky ⴵⴻⵍⴼⴰ) je město v Alžírsku a správní středisko stejnojmenné provincie a okresu. Založili ho v roce 1852 francouzští kolonisté. V roce 2008 zde žilo 265 833 obyvatel. Město je obsluhováno letištěm.

## Geografie
Město se nachází v severní části země, v horách, v nadmořské výšce 1138 metrů. V blízkosti města se nachází několik slaných jezer, na jihu začíná Sahara.

## Historie
Oblast je pozoruhodná množstvím neolitických skalních rytin z období 7000 až 5000 let před naším letopočtem. Severně od města se impozantní fyzikální útvar známý jako Rocher de Sel (česky Solná skála), který vznikl erozí kamenných solí a bahna vlivem deště. Západně od města se nacházejí megalitické pohřební stavby.
V době Římské říše bylo na místě Dželfy postaveno římské město Fallaba. Toto město přetrvalo až do pozdní antiky.
V 11. století vyslali Fátimovci do oblasti Tripolska, Tuniska a provincie Constantine proti Ziridům vojsko Banú Hilál. Město se stalo důležitým obchodním střediskem v době Hafsidů.
Za vlády Philippa Pétaina se ve městě nacházel koncentrační tábor.

## Církevní dějiny
V době Vandalského království a Římské říše bylo město sídlem antického biskupství. Biskupství bylo v pozdně římské provincii Numidie natolik významné, že se stalo jedním z mnoha sufragánních biskupství jejího metropolitního arcibiskupství v Kartágu.